# گالینا تانچه‌وا
گالینا تانچه‌وا (به انگلیسی: Galina Tancheva) ژیمناست زادهٔ ۱۸ مهٔ ۱۹۸۷ میلادی اهل کشور بلغارستان است.